# Samandağ
Samandağ è una città della Turchia, centro dell'omonimo distretto della provincia di Hatay.
La città si trova sul Mediterraneo, alla foce del fiume Oronte, presso il confine con la Siria, a 25 km dalla città di Antiochia di Siria.

## Storia
La città sorge vicino al sito della antica Seleucia di Pieria, fondata nel 300 a.C. da Seleuco I Nicatore. Seleucia divenne in breve tempo uno dei maggiori porti del Mediterraneo, anche per la vicinanza con Antiochia. Durante il medioevo Seleucia andò in rovina, venendo sostituita nel ruolo di porto di Antiochia da San Simeone, che divenne uno dei principali scali cristiani durante l'epoca delle Crociate (XI-XIII secolo). San Simeone venne infine distrutta nel 1268 dai Mamelucchi e mai più ricostruita.